# Dapitan
Dapitan è una città componente delle Filippine, ubicata nella Provincia di Zamboanga del Norte, nella Regione della Penisola di Zamboanga.
Dapitan è formata da 50 baranggay:
- Aliguay
- Antipolo
- Aseniero
- Ba-ao
- Bagting (Pob.)
- Banbanan
- Banonong (Pob.)
- Barcelona
- Baylimango
- Burgos
- Canlucani
- Carang
- Cawa-cawa (Pob.)
- Dampalan
- Daro
- Dawo (Pob.)
- Diwa-an

- Guimputlan
- Hilltop
- Ilaya
- Kauswagan (Talisay)
- Larayan
- Linabo (Pob.)
- Liyang
- Maria Cristina
- Maria Uray
- Masidlakon
- Matagobtob Pob. (Talisay)
- Napo
- Opao
- Oro
- Owaon
- Oyan
- Polo

- Potol (Pob.)
- Potungan
- San Francisco
- San Nicolas
- San Pedro
- San Vicente
- Santa Cruz (Pob.)
- Santo Niño
- Sicayab Bocana
- Sigayan
- Silinog
- Sinonoc
- Sulangon
- Tag-olo
- Taguilon
- Tamion